# Джон Ланкастерский, герцог Бедфорд
Джон (Иоанн) Ланкастерский (англ. John of Lancaster; 20 июня 1389 — 14 сентября 1435, Руан) — английский принц и видный деятель эпохи Столетней войны, герцог Бедфорд и граф Кендал с 16 мая 1414 года, граф Ричмонд с 24 ноября 1414 года, Граф де Мортен в 1422—1435 годах, третий сын короля Англии Генриха IV. В 1422—1435 годах был регентом Франции, управляя завоёванными там англичанами землями от имени своего несовершеннолетнего племянника Генриха VI.

## Происхождение
Генрих происходил из Ланкастерской ветви английской королевской династии Плантагенетов, основателем которой был Джон Гонт, четвёртый сын короля Англии Эдуарда III. Благодаря первому браку с Бланкой Ланкастерской он унаследовал богатые и обширные владения, а также получил герцогский титул. Джон Гонт играл заметную роль в английской политике в последние годы жизни отца, а также во время правления племянника, Ричарда II. Его единственным выжившим законнорождённым сыном был Генрих Болингброк, который в 1399 году сверг с английского престола Ричарда II и короновался под именем Генриха IV, став первым английским правителем из новой королевской династии Ланкастеров.
Генрих IV был женат на Марии де Богун, одной из двух дочерей Хамфри де Богуна, 7-го графа Херефорда. Основной наследницей богатых владений Богунов была её сестра, Элеонора де Богун, которая была замужем за Томасом Вудстоком, герцогом Глостером, младшим братом Джона Гонта. Позже и Генрих IV, и Генрих V оспаривали «несправедливый» раздел владений Богунов с Анной Глостерской, наследницей Элеоноры, вынудив её в итоге согласиться на новый раздел, устраивавший Ланкастеров.
Джон был третьим по старшинству из четырёх сыновей Генриха IV и Марии де Богун. Старше его были будущий король Англии Генрих V и Томас, герцог Кларенс. Кроме того, у Джона был младший брат Хамфри, герцог Глостер, а также 2 сестры, Бланка и Филиппа.

## Ранние годы
Джон родился 20 июня 1389 года. Как и его братья, мальчик был «хорошо воспитан». Уже в восьмилетнем возрасте он начал изучать латинскую грамматику, читал и писал на английском и французском языках. Его мать умерла в 1394 году, после чего Джон сначала воспитывался в доме бабушки — Джоан, графини Херефорд, а с 1397 года — в доме дальней родственницы Маргарет Бразертон, герцогини Норфолк. В источниках сообщается, что среди его приближённых был французский паж. В итоге Джон вырос в богатых владениях. Джон был красив и хорошо сложен. Для него у лондонских торговцев заказывали ткани, шелка, обувь, меха. Кроме того, после свержения Ричарда II и подавления Генрихом IV мятежей соратников свергнутого короля Джону были переданы конфискованные у них ценности.
К 1400 году у принца уже был свой собственное небольшое домашнее хозяйство. Была у него и своя собственная часовня, которая вскоре превратилась в полноценное учреждение со штатом из священников и музыкантов, возглавлял их декан. Когда принц отправлялся на войну, они его сопровождали.
После воцарения Генриха IV Джон начал накапливать в своих руках разные английские владения и должности, что заложило основы его будущего богатства. Накануне коронации отца 12 октября 1399 года он был посвящён в рыцари, став одним из первых рыцарей Бани. К 1402 году король сделал сына рыцарем ордена Подвязки. Между 1403 и 1405 годами Джону пожаловали конфискованные владения Перси и небольшой монастырь Огборн в графстве Уилтшир, что значительно увеличило его доходы. 21 августа он был назначен сокольничим. После подавления восстания Перси в 1403 году Джон получил 2 должности, которые раньше занимали Перси: 10 сентября он стал верховным констеблем Англии, примерно в это же время его назначили смотрителем Восточной Шотландской марки и констеблем Берика. Именно в Северной Англии под присмотром своего родственника, Ральфа Невилла, 1-го графа Уэстморленда, Джон получил первый военный опыт, сражаясь в пограничных войнах.
В письмах, которые Джон отправлял королю, сообщается о финансовых затруднениях, которые он испытывал на посту смотрителя Шотландских марок. К середине 1404 года его жалование составляло 4 тысячи фунтов. Принц пишет, что для оплаты задолженностей перед солдатами ему пришлось заложить драгоценности и переплавить посуду, поскольку его войска подняли мятеж, он находится во враждебной стране и постоянно вовлечён в боевые действия. Ему были отправлены некоторые средства, однако их было недостаточно; принцу удалось усмирить войска, заняв некоторую сумму у лорда Фёрниволла. К 1411/12 году он сообщал о задолженностях в размере 3 тысяч фунтов.
В 1405 году Джон проинформировал совет о восстании барона Бардольфа и объединился с графом Уэстморлендом для его подавления. После битве при Шиптон-Муре он встречался с
одним из лидеров мятежников, Ричардом Скрупом, архиепископом Йоркским; Скруп в итоге был схвачен, обвинён в государственной измене и казнён, а принц написал в Йоркский собор, осуждая начавшиеся демонстрации у места захоронения архиепископа. В награду Джону были переданы некоторые конфискованные замки графа Нортумберленда.
В апреле 1408 и апреле 1411 годов принц был назначен для ведения переговоров с шотландцами. В дальнейшем он до смерти отца продолжал командовать на Севере, укрепляя Берик и удерживая на восточной границе мир, насколько это было в его силах. Как и старший брат, он, по-видимому, находился под влиянием своих родственников Бофортов и имел хорошие отношения с графом Уэстморлендом.

## Правление Генриха V
Генрих V, ставший королём в 1413 году после смерти отца, оценил способности брата, предоставив ему большие роли в войне, политике и дипломатии. Кроме того, он повысил Джону статус и доходы: 16 мая 1414 года на заседании парламента в Лестере принцу были присвоены титулы герцога Бедфорда и графа Кендала, а 24 ноября — графа Ричмонда, хотя и было оговорено, что Ричмондский онор он сможет получить только после смерти в 1425 году Ричарда Невилла, управлявшего этими владениями. После того как в 1415 году конфискованные ранее земли Перси были переданы наследнику, герцогу Бедфорду в качестве компенсации была назначена ежегодная рента в 2 тысячи фунтов. Джон занимал видное место в совете брата, поддерживая его союз с герцогом Бургундским, в то время как младшие братья поддерживали во Франции партию герцога Орлеанского. К 1418 году, когда велись переговоры о возможном браке Джона, его ежегодный доход оценивался в 7-8 тысяч марок, что делало его одним из богатейших магнатов английского королевства.
В 1415 году Генрих V возобновил Столетнюю войну и начал вторжение во Францию, закончившееся разгромом французов в битве при Азенкуре. Герцога Бедфорда король оставил управлять Англией в своё отсутствие. В этом году он председательствовал в парламенте, который после победы при Азенкуре предоставил щедрые субсидии. В мае 1416 года Джон принимал участие в церемониях, связанных с визитом императора Священной Римской империи Сигизмунда. Он встретил высокого гостя в Рочестере и сопроводил его в Лондон. На пиру же, устроенного в Виндзоре в честь дня Святого Георгия, сидел по левую руку от императора.
22 июля герцог Бедфорд был назначен командующим военной экспедицией, которая положила конец блокаде Арфлёра французами. 14 августа английский флот достиг устья Сены, где 15 августа состоялась морская битва с французским флотом, который превосходил английский по численности и включал несколько крупных генуэзских каракк. Сражение началось в 9 утра и продолжалось несколько часов. Экипажи сражались врукопашную с большим ожесточением. Хотя каракки были выше, чем любой английский корабль, три из них удалось захватить, один крупный французский корабль был потоплен, остальные скрылись в гавани Арфлёра. Потери французов составили 1,5 тысячи человек, англичан — не больше сотни. После победы герцог Бедфорд высадил в городе десант и отплыл обратно в Англию.
Во время новой военной кампании Генриха V во Франции 1417—1419 годов, во время которой была завоёвана Нормандия, герцог Бедфорд 25 июля 1417 года был вновь был назначен наместником королевства. В том же году шотландцы попытались воспользоваться отсутствием короля и осадили Роксбург. Герцог немедленно выступил на север с отрядом в 6 тысяч человек. В Йоркшире к нему присоединился Томас Бофорт, герцог Эксетер, собиравший армию для отправки во Францию. Дальше армия усилилась за счёт отрядов графов Уэстморленда и Нортумберленда и архиепископа Йоркского. Узнав о приближении англичан, шотландцы сняли осаду и отступили. Хронисты эту неудачную попытку осады в насмешку назвали «Грязным рейдом». Оставив констеблю Берика Роберту де Умфравилю подкрепление, герцог Бедфорд вернулся в Лондон. 16 ноября он председательствовал в парламенте, добившись того, чтобы перед ним предстал лидер лоллардов сэр Джон Олдкасл в качестве государственного изменника и еретика, отлучённого от церкви. Герцог предложил сохранить ему жизнь, если тот отречётся от своих слов, а затем санционировал обвинительный приговор, после чего присутствовал на его казни. 
В этот период герцогу Бедфорду пришлось решать много разных проблем, затрагивающих как вопросы внешней и внутренней английской политики, так и церковные вопросы, что хорошо подготовило его к будущей роли регента Франции. В начале 1418 года совет получил просьбу о помощи от Якобы Баварской, дочери и наследницы умершего в 1417 году Вильгельма IV (VI), графа Эно, Голландии и Зелландии. Она жаловалась на своего дяду, Иоанна, князя-епископа Льежского, который вторгся в её владения, получив инвеституру от императора Сигизмунда. 3 марта Якобе было отправлено предложение брака с герцогом Бедфордом, но переговоры оказались безуспешными. В этот же период Джону пришлось приложить много усилий, чтобы урегулировать претензии фламандских, бретонских и генуэзских купцов, которые заявили, что их корабли были несправедливо захвачены англичанами.
В 1419 году неаполитанская королева Джованна II предложила усыновить герцога Бедфорда, чтобы он унаследовал её трон при условии одобрения папой Мартином V. Это предложение серьёзно рассматривалось тайным советом. Весной 1420 года предложение было возобновлено, когда королеве начали угрожать Сфорца Аттендоло и Людовик III Анжуйский; королева отправила посла в Англию, но переговоры завершились безрезультатно. В итоге Джованна II удочерила Альфонсо Арагонского.
В 1419 году проходили переговоры о других возможных браках герцога Бедфорда: с дочерью бургграфа Фридриха VI Нюрнбергского, дочерью герцога Лотарингского Изабеллой (которая в итоге стала женой Рене Анжуйского) и какой-то родственницей императора Сигизмунда.
В октябре 1419 года герцог Бедфорд созвал ещё один парламент; добившись от него и от духовенства выделения субсидий, Джон в конце декабря сложил с себя полномочия наместника и в мае 1420 года отплыл во Францию в сопровождении отряда из 800 лучников и 2 тысяч латников, чтобы принять участие в военной кампании вместе с братьями, Генрихом V и Томасом, герцогом Кларенсом.
Во Франции в этот период правил безумный король Карл VI. Политическая борьба за власть между партиями Арманьяков и Бургиньонов переросла в настоящую гражданскую войну. В 1419 году на мосту Монтеро в присутствии дофина Карла был убит бургундский герцог Жан Бесстрашный. Случившееся послужило поводом для наследника герцога, Филиппа III Доброго, поддержать притязания английского короля на французский трон.
21 мая 1420 года герцог Бедфорд присутствовал на подписании договора в Труа, который называли «окончательным миром». Он лёг в основу концепции «двойной монархии», по которой Ланкастеры претендовали на управление и Англией, и Францией. Генрих V женился на Екатерине Французской, дочери короля Карла VI, был объявлен регентом Франции и наследником французского короля вместо дофина (будущего Карла VII). В итоге обстоятельства сложились так, что герцогу Бедфорду предстояло провести остатки своей жизни, защищая притязания сначала брата, а затем племянника, Генриха VI, родившегося в браке с Екатериной, на французскую корону.
С июня 1420 года герцог Бедфорд принимал участие во французской кампании брата. В июне он присоединился к Генриху V и его бургундским союзникам при осаде Санса, а затем в июле привёл подкрепления из Нормандии для осады Мелёна, продолжавшейся до ноября. 1 декабря он вместе с братом, герцогом Кларенсом, ехал позади королей Англии и Франции во время их торжественного въезда в Париж, а затем остался с Генрихом V, чтобы провести рождество в Лувре. 10 декабря Джон присутствовал, когда французские сословия ратифицировали договор в Труа, а 23 декабря — на заседании суда, осудившем убийц Жана Бесстрашного. В начале 1421 года он вернулся вместе с королём в Англию, где 23 января присутствовал на коронации Екатерины Французской в Вестминстерском аббатстве.
22 марта герцог Кларенс осуществил необдуманный набег на Боже, во время которого был убит. Его смерть серьёзно изменила положение герцога Бедфорда: у Кларенса не было детей, поэтому именно Джон теперь становился наследником Генриха V как в Англии, так и во Франции, пока у того не было детей. С июня 1421 по май 1422 года герцог Бедфорд вновь управлял Англией, пока Генрих V вновь воевал во Франции. В декабре 1421 года Джон вместе с дядей, Генри Бофортом, епископом Уинчестерским, стал крёстным отцом будущего короля Генриха VI. В этом же месяце он передал духовные ценности Огборна часовне Святого Георгия в Виндзоре — духовному дому ордена Подвязки. Это стало одним из пожертвований, которые герцог Бедфорд делал религиозным учреждениям Англии и Франции.
В мае 1422 года герцог Бедфорд вместе с королевой Екатериной отправился во Францию, оставив управлять королевством младшего брата, герцога Глостера. Там он принял вместо Генриха V командование английскими войсками в Северной Бургундии в сражениях при Везле, Аваллоне и Коне, хотя сам в битвах не участвовал.
31 августа Генрих V умер в Венсене. Герцог Бедфорд был у смертного одра брата, а затем сопровождал похоронный кортеж, следовавший через Сен-Дени и Руан до Кале, однако затем вернулся в Руан в качестве английского наместника Нормандии.

## Регент Франции
Генрих V надеялся, что регентом Франции после его смерти станет герцог Бургундский Филипп III Добрый, и только в случае, если тот откажется от этой должности, регентом должен был стать герцог Бедфорд. Хотя Хамфри, герцог Глостер, утверждал, что брат завещал ему управление Англией, в последнем завещании указывалось, что младший из братьев должен опекать наследство малолетнего Генриха VI. При этом герцог Бедфорд ранее в основном управлял Англией, а герцог Глостер регулярно проводил военные кампании во Франции, но гибель герцога Кларенса, который на момент своей гибели был главным наместником Генриха V в Нормандии, привела к смене ролей. В итоге Джон стал регентом Франции, а лордом-протектором Англии — Хамфри. Заключённое между братьями соглашение способствовало росту соперничества между ними и привело к противоречивой политике правительств Англии и Франции.
21 октября 1422 года умер король Франции Карл VI. Герцог Бедфорд, который тогда ещё не был регентом Франции, 26 октября обратился с письмом к жителям Лондона, в котором указывал, что по праву рождения именно он должен стать лордом-протектором Англии. После того как Филипп III Добрый отказался стать регентом Франции, Джон 5 ноября прибыл из Руана в Париж. Он был единственным принцем, который 9-11 ноября присутствовал на похоронах Карла VI. Когда траурная процессия возвращалась из Сен-Дени в Париж, герцог Бедфорд приказал нести перед собой государственный меч. Этот символ английских притязаний на французский трон вызвал враждебность, однако Джон решил использовать постоянную политическую пропаганду в виде изображений и стихов, чтобы добиться признания английских претензий. 9 ноября он был председателем во время ассамблеи французского парламента. На ней канцлер доложил, что герцог Бедфорд будет следовать политике покойного Генриха V; затем присутствующие поклялись в верности королю Генриху VI, регенту и обязались соблюдать договор в Труа. В итоге Джон был признан регентом Франции и оставался им до самой смерти, за исключением 1430—1432 годов, когда во время коронационной экспедиции Генриха VI в совет титул регента приостанавливал.
Успех «двойной монархии» в первую очередь зависел от англо-бургундского союза, и решающую роль в нём сыграл брак между герцогом Бедфордом и Анной Бургундской, сестрой Филиппа III Доброго, который был заключён в 1423 году. В результате поддержка англичанами герцога Бургундии подкреплялись династическими амбициями бургундцев. Во многом основным фактором распада англо-бургундского союза в 1435 году стали бездетность и смерть Анны Бурундской в 1432 году. Переговоры о династическом браке начались ещё в октябре 1422 года, а 12 декабря в Верноне был подписан брачный договор. 17 декабря 1423 года в Амьене был заключён договор о взаимной поддержке, который подписали герцог Бедфорд, герцог Бургундии и герцог Бретани. Основной целью тройственного союза была поддержка Нормандии. Хотя в дальнейшем политика Бедфорда была подорвана обоими герцогами, в данный момент они поддержали права Генриха VI на французский трон и приняли регентство Джона.
Свадьба между герцогом Бедфордом и Анной Бургундской состоялась 15 мая в Труа. Приданое невесты составило 50 тысяч экю, из которых 10 тысяч были наличными. Кроме того, Анна привезла с собой посуду, драгоценности и облачения, хотя подробностей об этом имуществе сохранилось мало.
В течение первых 6 лет регетства, вплоть до осады Орлеана 1428—1429 годов герцог Бедфорд сделал всё, чтобы восстановить процветание той части Франции, которая находилась под его управлением и которая сильно пострадала от войны. В течение первых двух лет он сделал всё возможное, чтобы реформировать обесценившуюся чеканку монет. Регент стремился поощрять торговлю, предоставляя привилегии купцам и организуя доставку шерсти фабрикантам Руана, Эврё и Бовэ, а также шёлк в Париж. Герцог понимал необходимость управлением государством через францзузов, большинство из которых были сторонниками герцога Бургундии, и французских институтов власти, в первую очередь, через большой совет. Он проявил себя справедливым и гуманным правителем, стремился устранить злоупотребления, пресекал взяточничество, запрещал жестокое обращение с заключёнными. Ему удалось провести важные административные и военные реформы, а также принять меры по борьбе с разбоем. Поддержку регенту оказали и влиятельное духовенство из Парижского университета, хотя у них и возникали разногласия из-за распределения пособий и церковных налогов, а также по поводу основания университета в Кане. Оно активно обсуждалось в 1424 году, но вступило в силу в 1432 году, хотя действовать университет стал примерно с 1439 года.
В Париже увеличилась торговля предметами роскоши, которой покровительствовали англичане при королевском дворе. Победы английских войск улучшили экономический климат в стране, особенно в Нормандии и Руане. В эти годы герцогу Бедфорду удалось не только защитить завоевания Генриха V, но и распространиить их на большую часть Франции к северу от Луары. После 1423 года англичане одержали победы в Шампани, в битве при Краване на Йонне. 1 марта 1424 года был захвачен город Ле-Кротуа в Пикардии, что подготовило почву для дальнейших завоеваний. А 17 августа была одержана самая значимая победа над армией дофина и его шотландскими союзниками, которыми командовал граф Дуглас, в битве при Вернёе на южной границе Нормандии. Это сражение было одним из немногих, в котором герцог Бедфорд лично принимал участие. Рассказ очевидца битвы попал в хронику Жана де Ваврена. Согласно ей, в глазах англичан эта победа считалась второй по значимости, после битвы при Азенкуре. Шотландский контингент был уничтожен, для французской же знати она оказалась почти такой же катастрофической, как битвы при Азенкуре и Пуатье. В плен попали многие французы. Среди них оказалось несколько французских и нормандских дезертивров, которых герцог приказал обезглавить. Самым значимым пленником оказался Жан II, герцог Алансонский, племянник герцога Бретонского. Для него был установлен огромный выкуп в размере 200 тысяч экю. Его первая часть была выплачена герцогу Бедфорду драгоценностями, посудой и облачениями. Среди них были Алансонская кровать, которая позже высоко ценилась ещё Генрихом VIII. 8 сентября герцог Бедфорд с женой торжественно въехал в Париж, а горожане приподнесли им в дар посуду.
Победа при Вернёе открыла англичанам возможность завоевания Мэна. Мэн и Анжу, которые в это время находились в руках сторонников дофина, стали первыми владениями во Франции, которые 20 июня 1424 года были пожалованы герцогу Бедфорду. В случае их завоевания эти владения могли составить достаточно крупное княжество. Осенью 1424 года капитаны герцога предприняли удачный поход в Мэн. К августу 1425 года был взят Ле-Ман. Позже англичане смогли захватить и некоторые владения в Анжу. Кроме операций на Луаре, которыми командовали графы Саффолк и Солсбери, другие капитаны Бэдфорда осадили Мон-Сен-Мишель и смогли разгромить бретонцев, которые теперь поддерживали дофина.

## Конфликт в Англии
С конца декабря 1425 и до марта 1427 года серьёзных военных столкновений между англичанами и сторонниками дофина не возникало. И в этот период герцогу Бедфорду пришлось отправиться в Англию, чтобы урегулировать конфликт, возникший между его братом, герцогом Глостером, и дядей, епископом Бофортом. Он возник из-за притязаний Хамфри на протекторат в Англии. При этом симпатии Джона были на стороне дяди, поскольку его политические навыки и финансовые возможности были необходимы для успешной войны во Франции.

## Последние годы
Но после появления Жанны д’Арк успех перешёл опять на сторону французов. Суд и казнь взятой в плен героини главным образом были делом Бедфорда. Вслед за этим рухнул союз с Бургундией, и в 1435 году Бедфорд был вынужден начать переговоры о мире. Но 14 сентября 1435 года он умер в Руане, не успев подписать мирного договора. Похоронен в Руанском соборе.
Бедфорд разделял господствовавшую в его семействе любовь к наукам и искусствам. В частности, он купил в Париже королевскую библиотеку, доведённую Карлом V до 900 томов, и переслал её в Лондон. Он также был заказчиком нескольких ценных рукописей с миниатюрами. Известны богато украшенные «Бедфордский Часослов» и «Псалтырь», созданные во Франции так называемым «Бедфордским мастером» и его сотрудниками, а также другой «Бедфордский Часослов» английского происхождения.

## Семья
Женат дважды: на Анне Бургундской, дочери Иоанна Бесстрашного (умерла в родах в 1432) и Жакетте Люксембургской. Потомства он не оставил (о дальнейшей судьбе титула см. герцог Бедфорд).

## В культуре
В составе капеллы герцога Бедфорда в Камбре бывал знаменитый английский композитор Джон Данстейбл. У него могли учиться Г. Дюфаи и Ж. Беншуа. Во всяком случае, живший при французском дворе знаменитый поэт Мартин ле Франк отмечал, что на их музыку повлиял contenance angloise (английский стиль) Данстейбла. С 16 в. закрепилась легенда о Данстейбле как «изобретателе» полифонии, хотя в действительности полифонический принцип коренится в народном музицировании, а перенесение его в профессиональную музыку, начавшись в Средневековье, заняло несколько веков. Однако Данстейбл придал хоровому звучанию ту полноту, естественность, силу и блеск, которые характеризуют хоровой стиль нидерландской школы.
Бедфорд является персонажем нескольких хроник Шекспира. Так как первая часть «Генриха VI» открывается репликой Бедфорда, а эта пьеса считается самым ранним произведением Шекспира, то можно утверждать, что хронологически Бедфорд — первый шекспировский персонаж вообще.
Герцог Бедфорд фигурирует во многих художественных произведениях и фильмах, посвящённых Жанне д’Арк. Его биография стала предметом романа Джорджетт Хейер «Милорд Джон» (англ. My Lord John), в русском переводе — «Мой господин». Бедфорд также является одним из персонажей книги Филиппы Грегори «Хозяйка дома Риверсов», главная героиня которой — вторая жена герцога, Жакетта Люксембургская. В романе Грегори Бедфорд показан благородным вельможей, увлекающимся литературой и науками, в том числе астрологией и алхимией.
В компьютерной игре 2006 года «Жанна Д’Арк» Джона Ланкастерского озвучил Клайв Ревилл.